# Alfred Ætheling

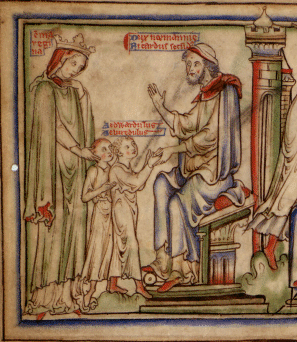
Königin Emma und ihre Söhne werden von Herzog Richard von Normandie empfangen

Alfred Ætheling (auch Ælfred Æþeling, mit Æþeling als Bezeichnung für einen Königssohn; * 1012; † 1036 in der Abtei Ely) war einer von acht Söhnen des englischen Königs Æthelred. Er und sein Bruder Eduard der Bekenner waren Söhne von Æthelreds zweiter Frau Emma von der Normandie. König Knut der Große wurde ihr Stiefvater, als er Æthelreds Witwe heiratete. Alfred und sein Bruder waren zu Beginn und am Ende von Knuts Regierungszeit in die englischen Machtkämpfe verwickelt.

## Belagerung von London
1013, während der Belagerung von London durch die Dänen, flohen Æthelred und seine Familie in die Normandie. Æthelred gewann den Thron 1014 zurück und starb 1016. England wurde Ende desselben Jahres von Knut dem Großen von Dänemark erobert, Alfred und Eduard kehrten an den Hof ihres Onkels Robert I. von Normandie zurück. Es gibt Hinweise auf einen Plan von Herzog Robert, im Namen seiner Neffen in England einzufallen.

## Rückkehr nach England
Im Jahre 1035 starb Knut, und während der Unsicherheit, die im Nordseereich folgte, versuchten die Erben der ehemaligen angelsächsischen Herrscher, das Haus Wessex auf den Thron von England zurückzuführen. Alfred Ætheling landete mit einer Leibwache aus normannischen Söldnern an der Küste von Sussex und versuchte, nach London zu gelangen. Jedoch wurde er verraten, von Godwin von Wessex gefangen genommen und geblendet, seine Leibwache wurde getötet; Alfred wurde in die Abtei Ely gebracht, wo er bald danach starb.
Als Hardiknut seinem Halbbruder Harald I. folgte, verfolgte er Earl Godwin und Lyfing, Bischof von Worcester und Crediton, wegen des Verbrechens gegen seinen Halbbruder; der Bischof verlor sein Amt für einige Zeit, und Godwin gab dem König ein Kriegsschiff mit achtzig kämpfenden Männern zur Beschwichtigung und schwor, dass er nicht gewollt habe, dass der Prinz geblendet werde und dass alles, was er getan hatte, im Gehorsam gegenüber König Harald war. Die Überlieferung besagt, dass Eduard der Bekenner wie Hardiknut Godwin für schuldig hielt.
Das Haus Wessex kam durch die Thronbesteigung von Alfreds Bruders Eduard im Jahre 1042 wieder an die Macht. Alfreds Tod war einer der Hauptgründe für das Misstrauen und den Groll von vielen Mitgliedern der angelsächsischen Gesellschaft und insbesondere von Eduard selbst gegenüber Earl Godwin und seinen Söhnen.